# Tabriz köftesi
Tabriz Köftesi (en azerí: Təbriz küftəsi, تبریز کوفته سی), también conocido como Kufteh Tabrizi (en persa: کوفته تبریزی‎), es una receta de albóndiga iraní que es originaria de la región Noroeste de Irán, más concretamente, de la ciudad de Tabriz. El plato normalmente incluye una gran bola de carne acompañada de arroz, guisantes amarillos, hierbas y otros ingredientes y su zumo, que se sirve en un plato separado con pan Sangak o Lavash desmenuzado antes del plato principal. Aunque la base del plato, es la carne, existen alternativas vegetarianas.

## Etimología
Tabriz Köftesi o Kufteh Tabrizi significa "albóndiga de Tabriz". La palabra deriva de Kūfteh: en persa, kuftan (کوفتن) significa "golpear" o "moler".

## Preparación

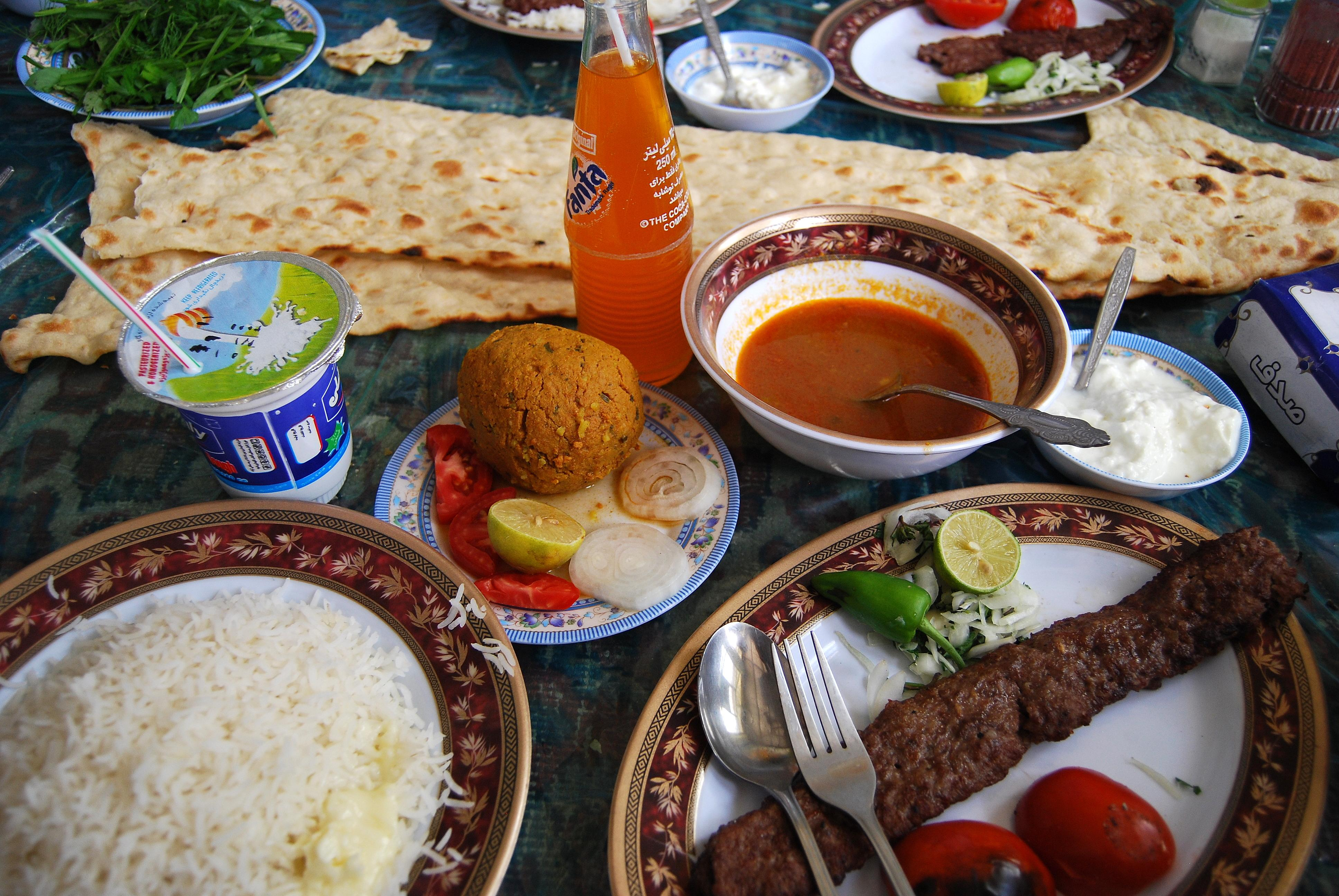
Koofteh Tabrizi (en el centro) y Bonab Kababi servidos con arroz.

Los ingredientes completos son carne molida, arroz, guisantes amarillos, puerros, menta, perejil, cebolla y especias persas para la masa y huevo duro, nuez, cebolla frita y albaricoque o ciruela seca para el núcleo del Kufteh.
Primero se debe hervir el arroz y los guisantes partidos por separado durante quince minutos. Se corta una cebolla en trozos pequeños y se fríe en aceite vegetal. Se mezclan y cortas todas las verduras en trozos pequeños. Se ralla otra cebolla en trozos pequeños y se drena su jugo. Se mezcla toda la carne picada, la cebolla molida, el arroz hervido, los guisantes hervidos y las verduras con especias azerbaiyanas y sal y se aplasta todo. Se debe hacer una bola molida a partir la pulpa y se pone el albaricoque, con el huevo hervido en el medio. Se agrega la pasta de tomate y agracejos a la cebolla frita y se fríe durante un par de minutos otra vez, luego se vierte agua dentro de ella y se calienta hasta que hierva. Se colocan cuidadosamente las albóndigas dentro de la mezcla hirviendo y se mantiene hirviendo durante media hora. El Küfte y el caldo se sirven por separado en la mesa. El caldo frito es la sopa y la carne de res se come como segundo plato.